# Stephan Kotzmanek
Stephan Kotzmanek (* 11. Juli 1893 in Sopron; † 19. April 1969 in Eisenstadt) war ein österreichischer Gemeindeoberamtmann und Politiker (ÖVP). Kotzmanek war verheiratet und Abgeordneter zum Burgenländischen Landtag.
Stephan Kotzmanek wurde als Sohn des Fuhrwerkers Matthias Kotzmanek geboren. Er besuchte die Volksschule und wechselte im Anschluss an die Obere Handelsschule in Sopron, die er mit der Matura abschloss. Kotzmanek wurde Gemeindeamtmann bzw. Gemeindeoberamtmann in Großwarasdorf und übernahm 1931 die Funktion des Bezirksführer der Heimwehr in Oberpullendorf. Während der Zeit des Austrofaschismus war Kotzmanek vom 11. November 1934 bis zum 12. März 1938 Abgeordneter zum Ständischen Landtag im Burgenland. Er war zudem von 1934 bis 1938 Bezirksleiter der Vaterländischen Front und saß zwischen 1938 und 1939 in politischer Haft. Gegen Kotzmanek wurde in der Folge ein Berufs- und Landesverbot ausgesprochen. Kotzmanek ging in der Folge bis 1940 in das Sudetenland und war von 1940 bis 1941 als Versicherungsbeamter in Wien beschäftigt. Nach dem Zweiten Weltkrieg wurde Kotzmanek 1945 ÖVP-Bezirksobmann in Oberpullendorf und gehörte zwischen dem 4. Jänner 1946 und dem 4. November 1949 erneut dem Landtag an. Kotzmanek war ab 1953 Oberamtsrat am Amt der Burgenländischen Landesregierung in Eisenstadt (Gemeindeprüfungsabteilung). Er trat mit dem 31. Dezember 1958 in den Ruhestand und wurde nach seinem Tod auf dem Friedhof in Bad Sauerbrunn begraben. 